# 奥德比约恩·哈根
奥德比约恩·哈根（挪威語：Oddbjørn Hagen，1908年2月3日—1983年6月25日），挪威男子越野滑雪、北欧两项运动员。他曾代表挪威参加1936年冬季奥林匹克运动会，获得一枚金牌和二枚银牌。